# Leila Ismailava
Leïla Ryzvanauna Ismailava (biélorusse : Лейла Рызванаўна Ісмаілава, Leila Ryzvanauna Ismailli), née le 28 juillet 1989 à Minsk, est une journaliste biélorusse, présentatrice d'émissions de télévision musicales et mannequin. Elle a notamment coanimé (avec Dzianis Kurian (en)) l’édition 2010 du Concours Eurovision de la chanson junior qui a eu lieu à Minsk, a annoncé les résultats du vote de la Biélorussie à l’édition 2011 et a animé la sélection interne biélorusse pour l’édition 2012.

## Biographie
Leila est née à Minsk, fille de Rizvan İslam oğlu İsmayılov, né à Agdam (Azerbaïdjan) et de Halina Ivanauna Rujantsova, native de Minsk. En 2006 elle termine ses études secondaires au lycée (be) de l’Université d'État de Biélorussie (classe d'histoire). Elle étudie ensuite à l’Institut de journalisme de l'université d'État de Biélorussie (be) (journalisme audiovisuel).
En 2010, grâce au programme de bourses d’études de la Commission européenne Erasmus Mundus, Leila a fait ses études à l’Université Aristote de Thessalonique, en Grèce. De là elle a déposé une candidature pour animer le Concours Eurovision de la chanson junior à Minsk. La demande a été acceptée, elle a débuté à la télévision.
Leila tourne dans des clips musicaux, des publicités télévisées et des photographies publicitaires. Elle a pris part au IIIe Congrès mondial azerbaïdjanais (az). À partir de 2011, elle suit des cours dans une école d’acteurs de Hollywood, la Playhouse West Acting School and Repertory Theatre, aux États-Unis.

## Télévision
- Concours Eurovision de la chanson junior 2010, présentatrice
- Concours Eurovision de la chanson 2011, porte-parole biélorusse
- Intervilles, France, 2011, joueur de l’équipe biélorusse
- Festival international des arts «Slavyanskï Bazar de Viciebsk», 2011, présentatrice
- Sélection nationale biélorusse au Concours Eurovision de la chanson 2012, présentatrice

## Mannequin
- Caroline Monick Foulard en Soie Collection 2013[2]

## Prix et récompenses
- Prix national biélorusse «Televiarshynia», 2011 nommée «Meilleure présentatrice de show musical et de loisir»